# Río Bravo
|  | Per la pel·lícula vegeu Rio Bravo (pel·lícula) |

El Rio Grande o Río Bravo és un riu de l'Amèrica del Nord que neix al sud-est de les muntanyes Rocoses i desemboca al Golf de Mèxic. Durant més de la meitat del seu trajecte fa de frontera entre els Estats Units i Mèxic.
La longitud del Rio Grande és de 1.896 km. Neix al centre-sud de Colorado, als Estats Units, i desemboca al golf de Mèxic. La conca hidrogràfica del Rio Grande (conca hidrogràfica) té una superfície de 472.000 km²; tanmateix, les conques endorreiques que són adjacents i dins de la conca de drenatge més gran del Rio Grande augmenten l'àrea total de la conca de drenatge a 870.000 km².
El Rio Grande amb la seva fèrtil vall, juntament amb els seus afluents, és una font d'aigua vital per a set estats dels EUA i de Mèxic, i flueix principalment per terres àrides i semiàrides. Després de travessar Nou Mèxic, el Rio Gran es converteix en la Frontera entre els Estats Units i Mèxic, entre l'estat nord-americà de Texas i els estats del nord de Mèxic de Chihuahua i Coahuila, Nuevo León i Tamaulipas; un curt segment del Rio Grande és una frontera estatal parcial entre els estats dels Estats Units de Nou Mèxic i Texas. Des de mitjans del segle xx, només el 20% de l'aigua del Rio Grande arriba al golf de Mèxic, a causa del gran consum d'aigua necessari per regar les terres de cultiu (per exemple, la vall inferior del Rio Grande) i per hidratar contínuament les ciutats (p. ex. Albuquerque); aquests usos d'aigua són addicionals als embassaments d'aigua retinguts amb preses de derivació. 418 km del riu a Nou Mèxic i Texas es designen com el riu Riu Gran salvatge i paisatgístic.

## Noms
El riu és conegut com a Rio Grande (de l'espanyol Río Grande: «Riu Gran») als Estats Units, mentre que a Mèxic se'l coneix com a Río Bravo o, més formalment, Río Bravo del Norte. L'origen espanyol de tots dos noms s'explica pel fet que la conca està situada en un territori que antigament era enterament de Mèxic, abans que aquest perdés Texas, Nou Mèxic i Colorado.

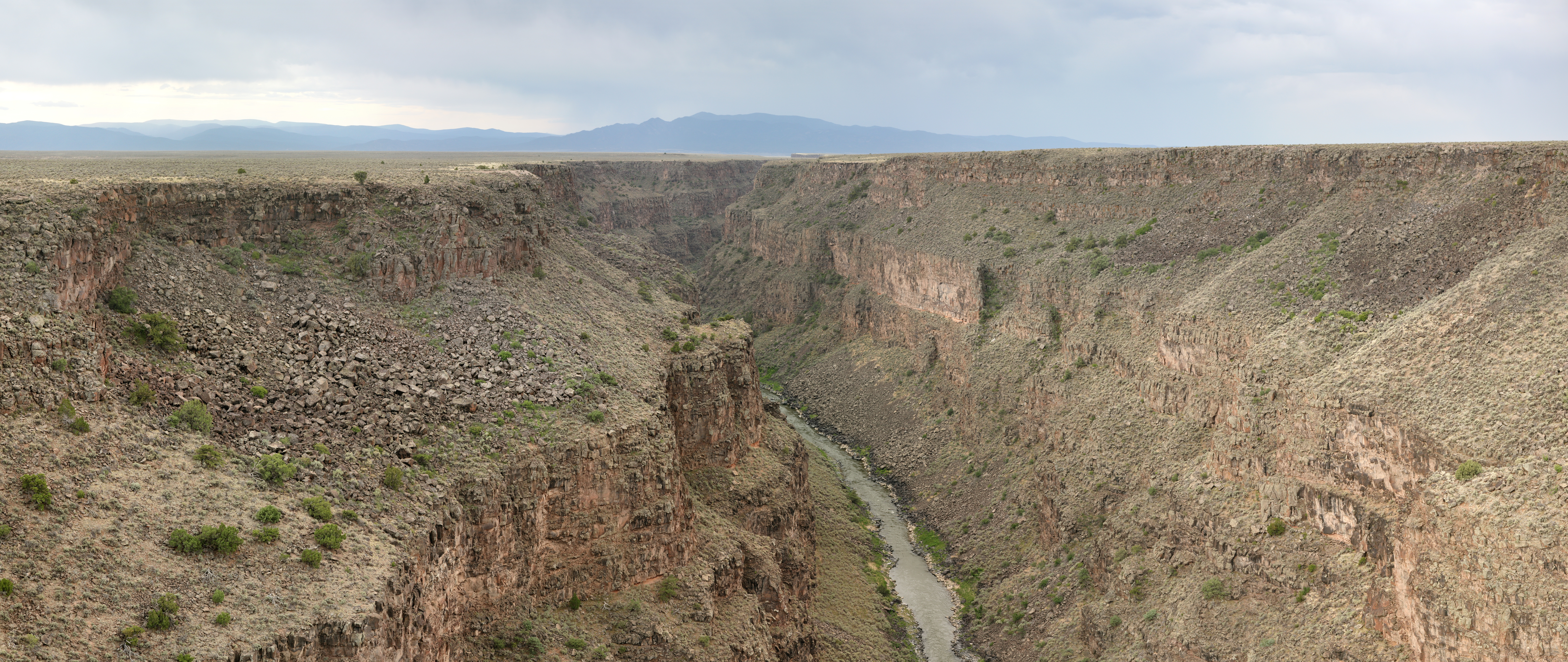
Congost del Rio Grande.

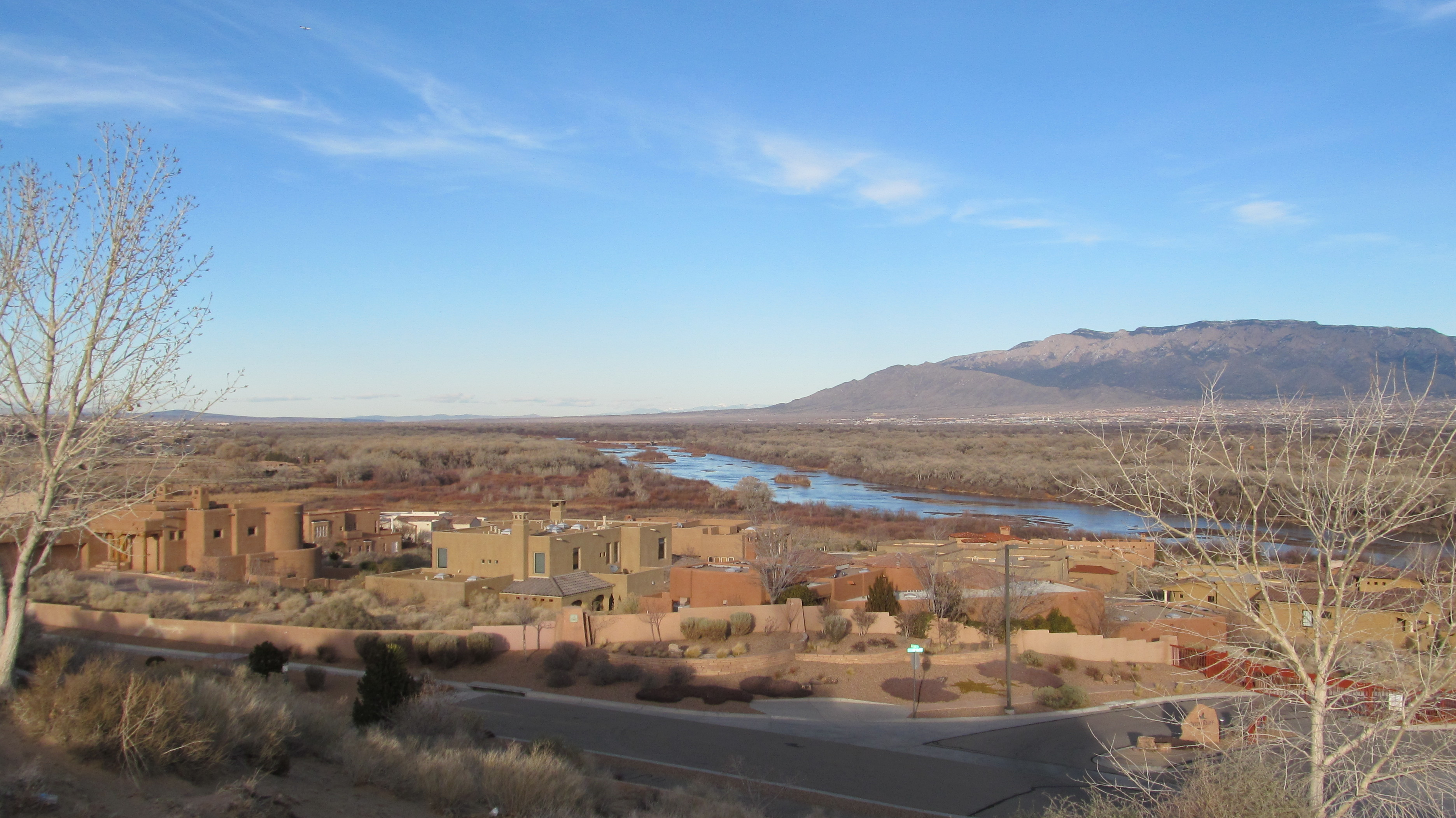
Vista del riu des d'Albuquerque.

## Geografia
El Rio Grande neix a la part occidental del Bosc Nacional Rio Grande, a l'estat nord-americà de Colorado, i es forma per la unió de diversos rierols a la base de la muntanya Canby, a les muntanyes de San Juan, a l'est de la Divisòria continental nord-americana. Des de la divisòria continental, el Rio Grande flueix a través de la vall de San Luis, després cap al sud cap a Nou Mèxic, i passa pel congost del Rio Grande, prop de Taos, després cap a Española, després recollint aigües addicionals del Projecte de desviació de San Juan-Chama i del riu Chama. A continuació, el Rio Grande continua cap al sud, irrigant les terres de conreu a la vall mitjana del Rio Grande a través de les ciutats desèrtiques d'Albuquerque i Las Cruces a Nou Mèxic, fins a El Paso, Texas, i després a Ciudad Juárez, Chihuahua, a Mèxic. A l’àrea metropolitana d'Albuquerque, el Rio Grande flueix per pobles històrics Pueblo, com Sandia i Isleta Pueblo. Al sud d'El Paso, el Rio Grande és la frontera nacional entre els EUA i Mèxic.

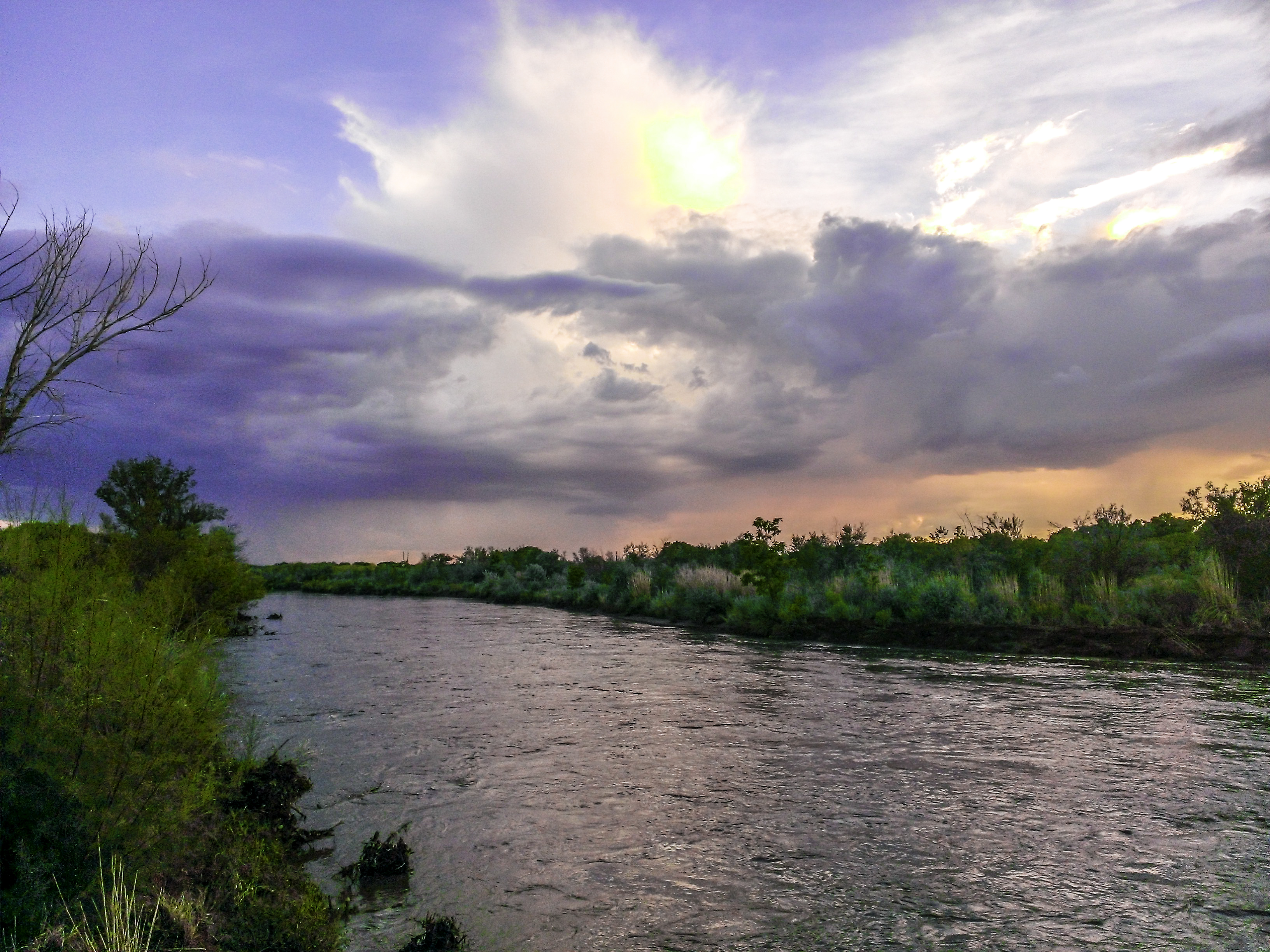
Un illot riberenc al Rio Grande, vist des de North Valley, Nou Mèxic.

El segment del riu que forma la frontera internacional oscil·la entre 1438 a 2.008 km, segons com es mesura el riu. El Rio Conchos és un important afluent del Rio Grande, amb la seva confluència 310 km al sud-est d'El Paso prop d'Ojinaga, a Chihuahua, Mèxic. Avall, altres afluents inclouen el riu Pecos i el riu Devils, tots dos entrant al Rio Grande des del nord a les proximitats de l'embassament d'Amistad a Texas, i el riu Salado i el riu San Juan, tots dos entrant pel sud amb confluències a Tamaulipas, Mèxic.
El Rio Grande s'aixeca a les altes muntanyes i flueix durant gran part de la seva longitud a gran altitud; el fons de la vall a Albuquerque és de 1619 m i El Paso 1147 m sobre el nivell del mar. A Nou Mèxic, el riu travessa l'esquerda del Rio Grande d'una conca plena de sediments a una altra, tallant canyons entre les conques i donant suport a un fràgil ecosistema de bosc a la seva plana inundable. Des d'Albuquerque cap al sud, el riu travessa el desert. Tot i que l'agricultura de regadiu existeix al llarg de la major part del seu tram, és particularment extensa a la vall subtropical inferior del Rio Grande. El riu acaba en un petit delta sorrenc al golf de Mèxic. Durant parts de 2001 i 2002, la desembocadura del Rio Grande va ser bloquejada per un banc de sorra. A la tardor de 2003, el banc de sorra va ser netejat per alts cabals fluvials d'uns 200 m³/s.

## Navegació
Tot i que la profunditat màxima del riu és de 18 m, el Rio Grande generalment no es pot navegar per vaixells fluvials de passatgers o per barcasses de càrrega. La navegació només és possible a prop de la desembocadura del riu, en rares circumstàncies fins a Laredo, Texas.
La navegació va estar activa durant gran part del segle xix, amb més de 200 vaixells de vapor diferents operant entre la desembocadura del riu prop de Brownsville i Rio Grande City, Texas. Molts vaixells de vapor dels rius Ohio i Mississipi van ser requisats pel govern dels Estats Units i es van traslladar al Rio Grande durant la guerra entre Mèxic i els Estats Units el 1846. Van proporcionar transport per a l'exèrcit nord-americà, sota el comandament del general Zachary Taylor, per envair Monterrey, Nou Lleó, a través del municipi de Camargo, Tamaulipas. Els enginyers de l'exèrcit van recomanar que amb petites millores, el riu es podria fer navegable fàcilment fins al nord fins a El Paso. Aquelles recomanacions mai es van aplicar.
El pont internacional de Brownsville i Matamoros, un gran pont giratori, data de 1910 i encara s'utilitza avui en dia pels automòbils que connecten Brownsville amb Matamoros, Tamaulipas. El mecanisme de gir no s'ha utilitzat des de principis de 1900, però, quan l'últim dels grans vaixells de vapor va desaparèixer. En un moment donat, el pont també tenia trànsit ferroviari. Els trens de ferrocarril ja no utilitzen aquest pont. Es va construir un nou pont ferroviari (West Rail International Crossing) que connectava els EUA i Mèxic a unes 15 milles a l'oest del pont internacional de Brownsville i Matamoros. Va ser inaugurat l'agost de 2015. Va traslladar totes les operacions ferroviàries fora del centre de Brownsville i Matamoros. El West Rail International Crossing és el primer nou pas ferroviari internacional entre els EUA i Mèxic en més d'un segle. El pont internacional de Brownsville i Matamoros és ara operat per Brownsville and Matamoros Bridge Company, una empresa conjunta entre el govern mexicà i la Union Pacific Railroad.
A la desembocadura del riu Gran, al costat mexicà, hi havia el gran port comercial de Bagdad, Tamaulipas. Durant la Guerra Civil Americana, aquest va ser l'únic port legítim de la Confederació. Els vaixells de guerra europeus van fondejar en alta mar per mantenir la neutralitat del port, i van aconseguir fer-ho amb èxit durant tot aquell conflicte, malgrat les mirades ocasionals amb el bloqueig dels vaixells de la Marina dels EUA. Era un port fluvial de calat poc profund, amb diversos vaixells més petits que transportaven càrrega cap a i des dels vaixells de càrrega de calat més profund ancorats a la costa. Aquests vaixells de més calat no podien creuar el banc de sorra poc profund a la desembocadura del riu. El comerç del port era de subministraments militars europeus, a canvi de bales de cotó.

## Història

### Rio Grande ancestral
Les conques sedimentàries que formen la moderna vall del Rio Grande no es van integrar en un sol sistema fluvial que desguassava al golf de Mèxic fins a un temps geològic relativament recent. En canvi, les conques formades per l'obertura del rift del Rio Grande eren inicialment bolsons, sense drenatge extern i amb una platja central. Fa 13 milions d'anys existia un riu axial a la conca d'Española, que va arribar a la conca de Santo Domingo fa 6,9 milions d'anys. No obstant això, en aquesta època, el riu es va drenar a una platja al sud de la conca d'Albuquerque on va dipositar la Formació Popososa. El curs superior d'aquest riu corresponia al modern Rio Chama, però fa 5 milions d'anys, un ancestral Rio Grande que drenava les muntanyes orientals de San Juan s'havia unit a l'ancestral Rio Chama.
L'ancestral Rio Grande va integrar progressivament conques al sud, arribant a la conca de Mesilla fa 4,5 milions d'anys i fa 3,1 milions d'anys a la conca de Palomas, formant el llac Palomas. Aleshores es va produir la captura del riu per part d'un afluent del riu Pecos, amb el riu Gran fluint a Texas durant 2,06 milions d'anys, i finalment unint-se al riu Pecos fa 800.000 anys, que va desembocar al golf de Mèxic. El vulcanisme a l'altiplà de Taos va reduir el drenatge de la conca de San Luis fins a un esdeveniment de desbordament fa 440.000 anys que va drenar el llac Alamosa i va reintegrar completament la conca de San Luis a la conca del Rio Grande.

### Abans del contacte europeu
Els jaciments arqueològics de la presència humana més antiga a la vall del Rio Grande són escassos, a causa de la cultura nòmada indígena tradicional, la incisió fluvial del Plistocè i l'Holocè o l'enterrament sota la plana inundable de l'Holocè. No obstant això, alguns llocs es conserven a West Mesa, al costat oest del Rio Grande, prop d'Albuquerque. Aquests inclouen els llocs de Folsom, possiblement datats entre el 10800 i el 9700 aC, que probablement eren llocs de matança de búfals. La preservació és millor a les conques flanquejants de la vall del Rio Grande, on s'han identificat nombrosos jaciments de Folsom i un nombre molt menor de jaciments anteriors de Clovis. Els grups paleoindis posteriors van incloure les cultures Belen i Cody, que semblen haver aprofitat la vall del Rio Grande per a les migracions estacionals i potser s'haurien establert de manera més permanent a la vall.
Les cultures paleoíndies van donar pas a la tradició arcaica Oshara que va començar cap al 5450 aC. Els Oshara van començar el cultiu de blat de moro entre el 1750 i el 750 aC, i els seus assentaments es van fer més grans i permanents.
La sequera va induir el col·lapse de la cultura anasazi, al canyó del Chaco i en altres llocs de la regió dels Four Corners, cap a l'any 1130 dC. Això va provocar una migració massiva dels pobles ancestrals cap al Rio Grande i altres valls més fèrtils del sud-oest, competint amb altres comunitats indígenes com els apatxes amb territori a la vall del Rio Grande. Això va provocar dècades de conflicte (el període de coalició), l'eventual fusió de cultures i l'establiment de la majoria dels pobles Kiowa-tano i Keres de la vall del Rio Grande. Va seguir el període clàssic, des de l'any 1325 fins al 1600 dC i l'arribada dels espanyols. L'alta vall del Rio Grande es va caracteritzar per períodes ocasionals d'extrema sequera, i els habitants humans fan un ús extensiu de jardins amb quadrícula i preses de control per estirar el subministrament d'aigua incert.

### Exploració espanyola
El 1519, una expedició naval castellana al llarg de la costa nord-est de Mèxic va traçar les desembocadures de diversos rius, inclòs el Río Bravo. El 1536, el riu Bravo va aparèixer per primera vegada en un mapa de Nova Espanya elaborat per un cartògraf reial espanyol. A la tardor de 1540, una expedició militar del virregnat de Nova Espanya dirigida per Francisco Vázquez de Coronado, governador de Nova Galícia, va arribar als pobles Tiwa al llarg del riu Bravo en el futur Nou Mèxic. El 12 de juliol de 1598, Don Juan de Oñate y Salazar va establir la colònia de la Nova Espanya de Santa Fe de Nou Mèxic al nou poble de Ohkay Owingeh, adjacent al poble d'Ohkay Owingeh, a la confluència del riu Bravo i el riu Chama.

### Des de 1830

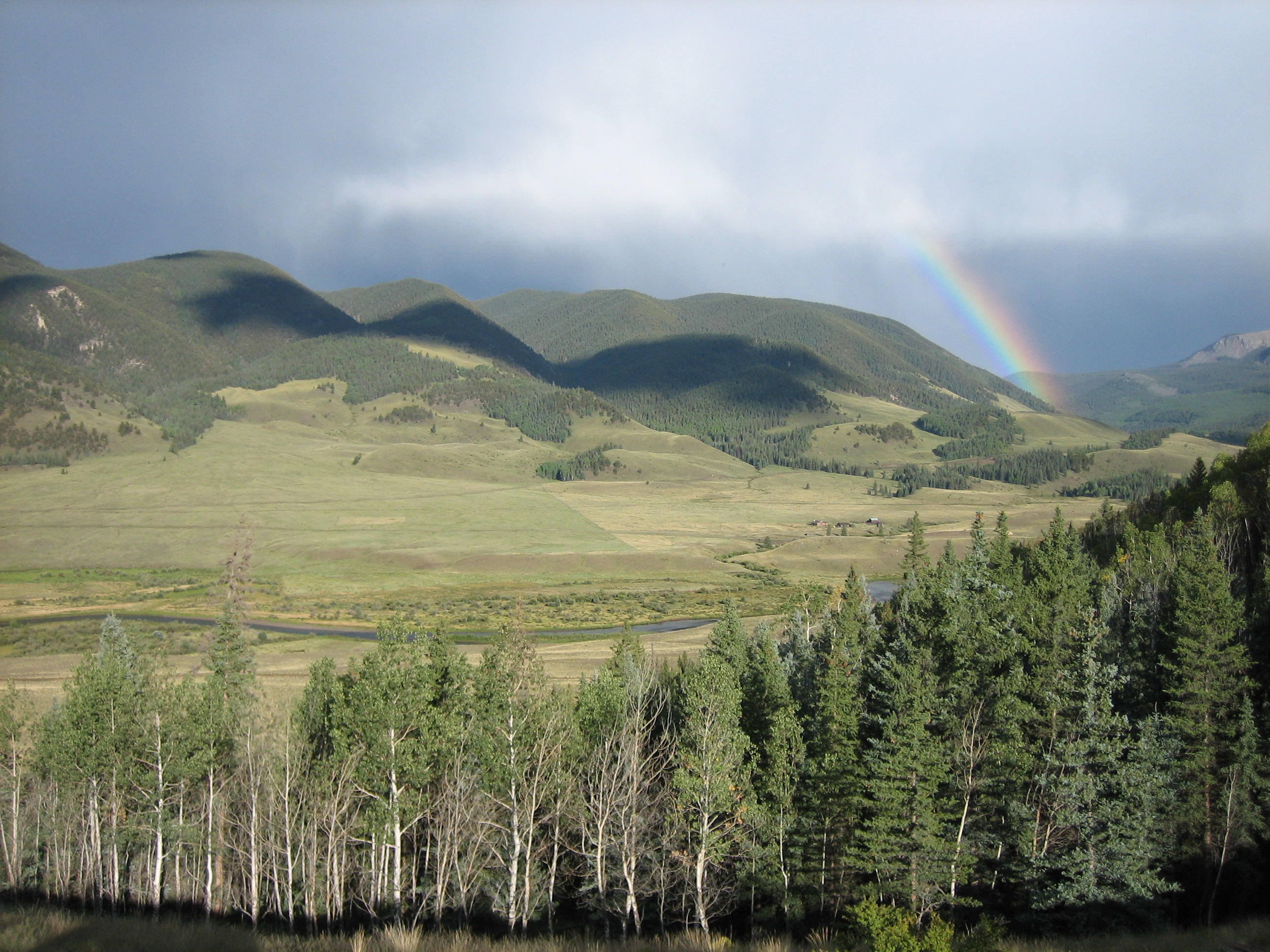
L'Upper Rio Grande prop de Creede, Colorado

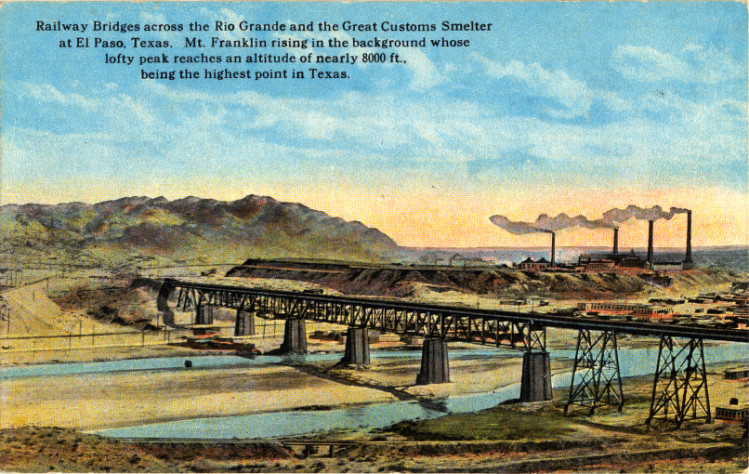
Ponts del ferrocarril i la gran fosa de duanes (targeta postal, cap al 1916)

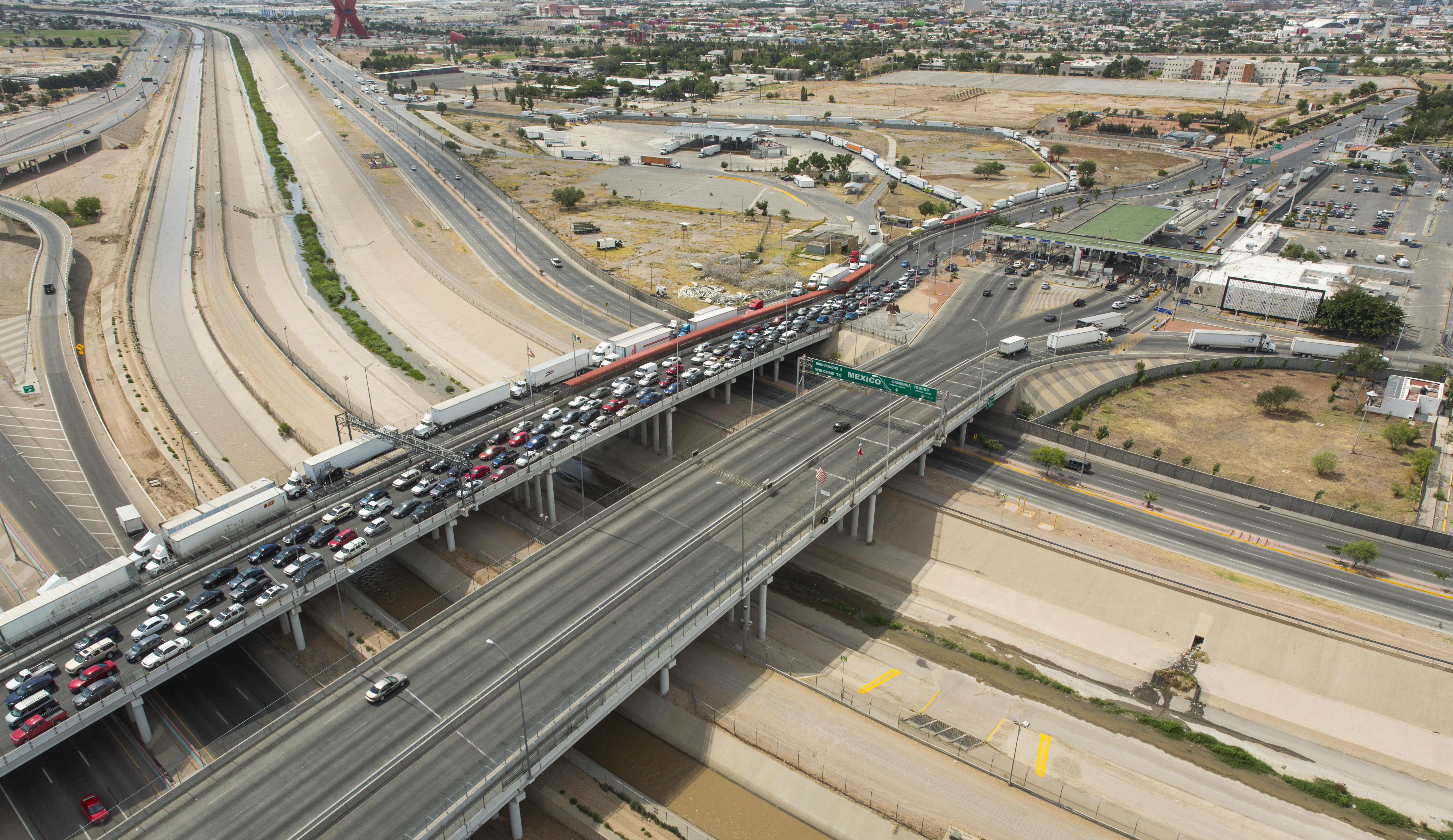
Pont de les Ameriques des del Paso, EUA a Ciudad Juárez, Mèxic (2016).

Durant el final de la dècada de 1830 i principis de la dècada de 1840, el riu va marcar la frontera disputada entre Mèxic i la naixent República de Texas; Mèxic marcava la frontera al riu Nueces. El desacord va proporcionar part de la justificació de la invasió nord-americana de Mèxic el 1846, després que Texas fos admès com a nou estat. Des de 1848, el Riu Gran marca el límit entre Mèxic i els Estats Units des de les ciutats bessones d'El Paso, Texas, i Ciudad Juárez, Chihuahua, fins al golf de Mèxic. Com a tal, travessar el riu era la via d'escapament utilitzada per alguns esclaus texans per buscar la llibertat. Mèxic tenia polítiques liberals de colonització i havia abolit l'esclavitud el 1828.
L'any 1899, després d'un canvi progressiu de la posició del riu, es va excavar un canal per al control de les inundacions que va traslladar el riu, creant el que es va anomenar illa de Còrdova, que es va convertir en el centre de la disputa de Chamizal. La resolució de la disputa va trigar molts anys i gairebé va donar lloc a un intent d'assassinat combinat el 1909 contra els presidents estatunidenc i mexicà.

### Drets d'aigua de Rio Grande (1900-actualitat)
Després de l'aprovació del Projecte Rio Grande pels legisladors federals el 1905, les aigües del Rio Grande s'havien de dividir entre els estats de Nou Mèxic i Texas en funció de la seva respectiva quantitat de terra de regadiu. El projecte també va concedir 60.000 m³ d'aigua anualment a Mèxic en resposta a les demandes del país. Amb això es pretenia posar fi als molts anys de desacord sobre els drets sobre el cabal del riu i la construcció d'una presa i embassament en diversos indrets del riu entre els interessos agrícoles de la Vall de Mesilla i els d'El Paso i Ciudad Juárez. A l'acord es preveia la construcció de la presa d'Elephant Butte en terrenys públics. Aquest acte va ser la primera aparició d'assignació dirigida pel Congrés d'un riu interestatal (tot i que Nou Mèxic no aconseguiria l'estatal fins al 1912).
Després de l'admissió de Nou Mèxic a la unió, l'augment de l'assentament del Rio Grande més al nord a Colorado i prop d'Albuquerque, el Pacte de Rio Grande de 1938 es va desenvolupar principalment a causa de la necessària derogació de l'embargament de Rio Grande, entre altres qüestions. Tot i que tant Colorado com Nou Mèxic estaven inicialment ansiosos per començar les negociacions, es van trencar sobre si s'havia de permetre a Texas unir-se a les negociacions el 1928, tot i que tenia representants presents. En un esforç per evitar litigi de l'assumpte a la Cort Suprema, es va signar un acord provisional el 1929 que deia que les negociacions es reprendrien un cop construït un embassament a la línia estatal Nou Mèxic-Colorado. La construcció es va endarrerir pel Crac del 29. Amb les negociacions estancades, Texas va demandar a Nou Mèxic pel tema el 1935, fet que va provocar la intervenció del president que va establir la Investigació Conjunta de Rio Grande, les conclusions de la qual van ajudar a arribar a l'acord final. El Pacte de Rio Grande de 1938 va preveure la creació d'una comissió compacta, la creació d'estacions de mesurament al llarg del riu per assegurar el cabal de Colorado a Nou Mèxic a la línia estatal i de Nou Mèxic a l’Elephant Butte Reservoir, sota la regulació del Projecte Rio Grande que garantiria el subministrament a Texas i Mèxic. Es va crear un sistema de dèbits i crèdits per tenir en compte les variacions de l'aigua subministrada. El pacte continua vigent avui, tot i que s'ha modificat dues vegades.
El 1944, els EUA i Mèxic van signar un tractat sobre el riu. A causa de les condicions de sequera que han prevalgut durant gran part del segle xxi, els locals de Nou Mèxic, Mèxic i Texas han demanat tornar a examinar aquest tractat. Texas, essent l'estat amb menys control sobre la via fluvial, ha experimentat habitualment un subministrament insuficient d'aigua des de 1992.
L'any 1997, els EUA van designar el Rio Grande com un dels rius del patrimoni americà. Dues parts del Rio Grande estan designades com a National Wild and Scenic Rivers System, una al nord de Nou Mèxic i l'altra a Texas, al Parc Nacional de Big Bend.
A mitjan 2001, una barra de sorra de 328 m d'ample formada a la desembocadura del riu, marcava la primera vegada en la història registrada que el Rio Grande no va abocar al golf de Mèxic. La barra de sorra va ser dragada, però es va reformar gairebé immediatament. Les pluges primaverals de l'any següent van arrossegar la barra de sorra reformada cap al mar, però va tornar a mitjan 2002. A finals de 2003, el riu tornava a arribar al golf.

### Futur incert

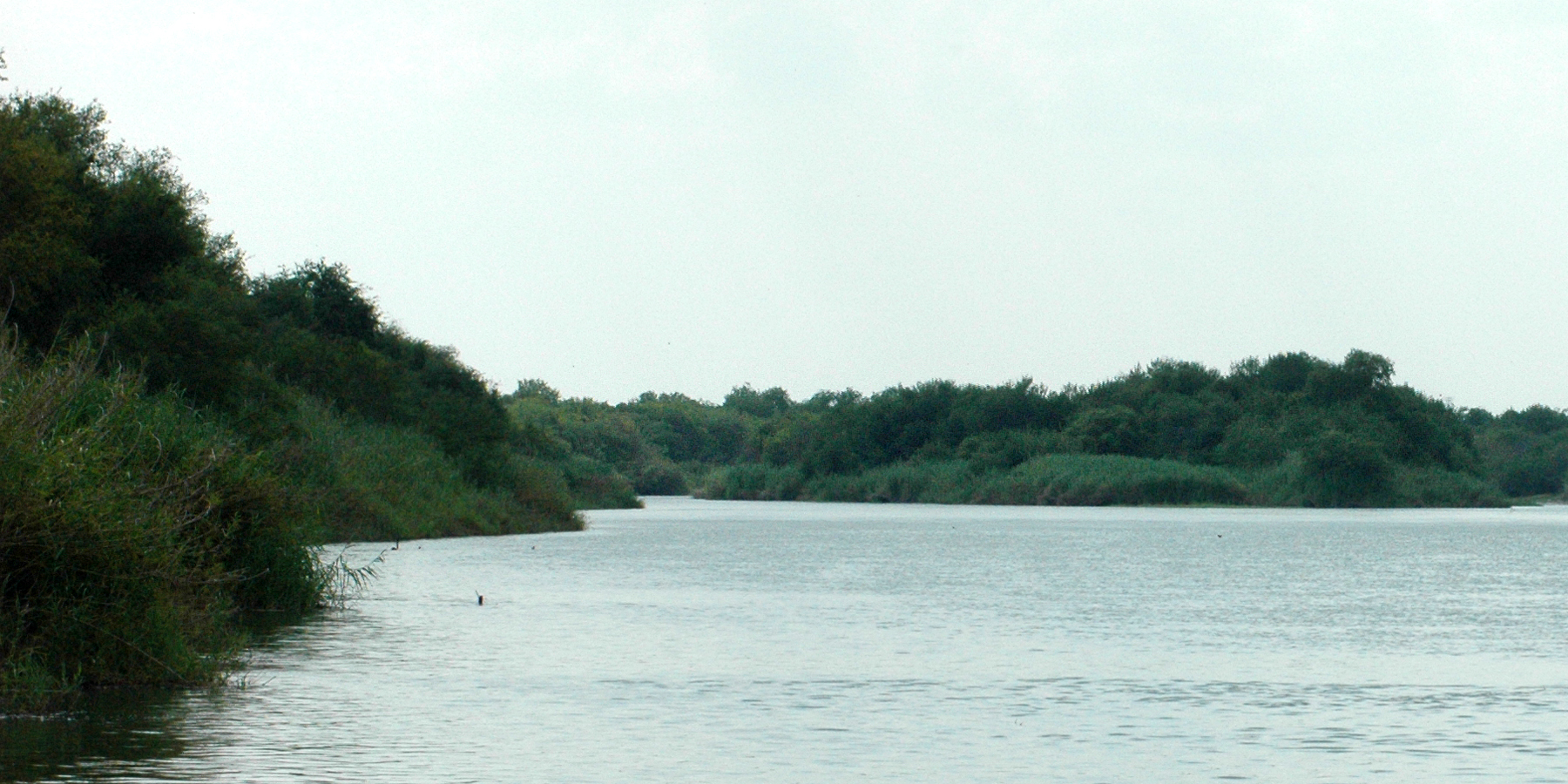
Rio Grande al sud-est de Falcon Reservoir, municipi de Mier, Tamaulipas, Mèxic (12 d'agost de 2007)

L'aigua del Rio Grande està sobreapropiada: és a dir, hi ha més usuaris de l'aigua que aigua al riu. A causa tant de la sequera com de l'ús excessiu, la secció d'El Paso aigües avall a través d'Ojinaga s'asseca amb freqüència, i recentment va ser etiquetada com «El riu oblidat» per aquells que volien cridar l'atenció sobre l'estat deteriorat del riu.
El 2022, a causa de l'augment de la sequera i l'ús d'aigua, el deute d'aigua de Texas va augmentar de 31.000 acre-peus a més de 130.000 acre-peus des del 2021, malgrat «els esforços molt importants que es van fer al riu aquest any per mantenir l'aigua fluint riu avall.» En resposta, Nou Mèxic va augmentar la seva oferta de programes per subvencionar els agricultors que tenen els seus camps a guaret en lloc de plantar-hi cultius, que utilitza aigua addicional; la ciutat d'Albuquerque va tancar el desviament del subministrament domèstic i va passar al bombeig complet d'aigües subterrànies el 2021.
A més, l'any 2022 s'iniciaran les obres per reparar la presa d'El Vado, moment en què no estarà disponible per a l'emmagatzematge, reduint la capacitat del sistema en uns 180.000 acre-peus. MRGCD ha sol·licitat l'emmagatzematge d'«aigua nativa» aigües avall a l'embassament d'Abiquiu, que normalment només emmagatzema les aigües importades a la conca del Rio Grande des de la conca del Riu Colorado a través del projecte San Juan-Chama.
Elephant Butte Reservoir, el principal embassament del Rio Grande, estava l'1 de maig de 2022 al 13,1% de la seva capacitat, i va disminuir encara més fins al 5,9 % el novembre de 2021. Gairebé un any després, l'octubre del 2022, l'embassament havia fet rebots insignificants, quedant al 6,4% de la seva capacitat.

## Modificacions fluvials

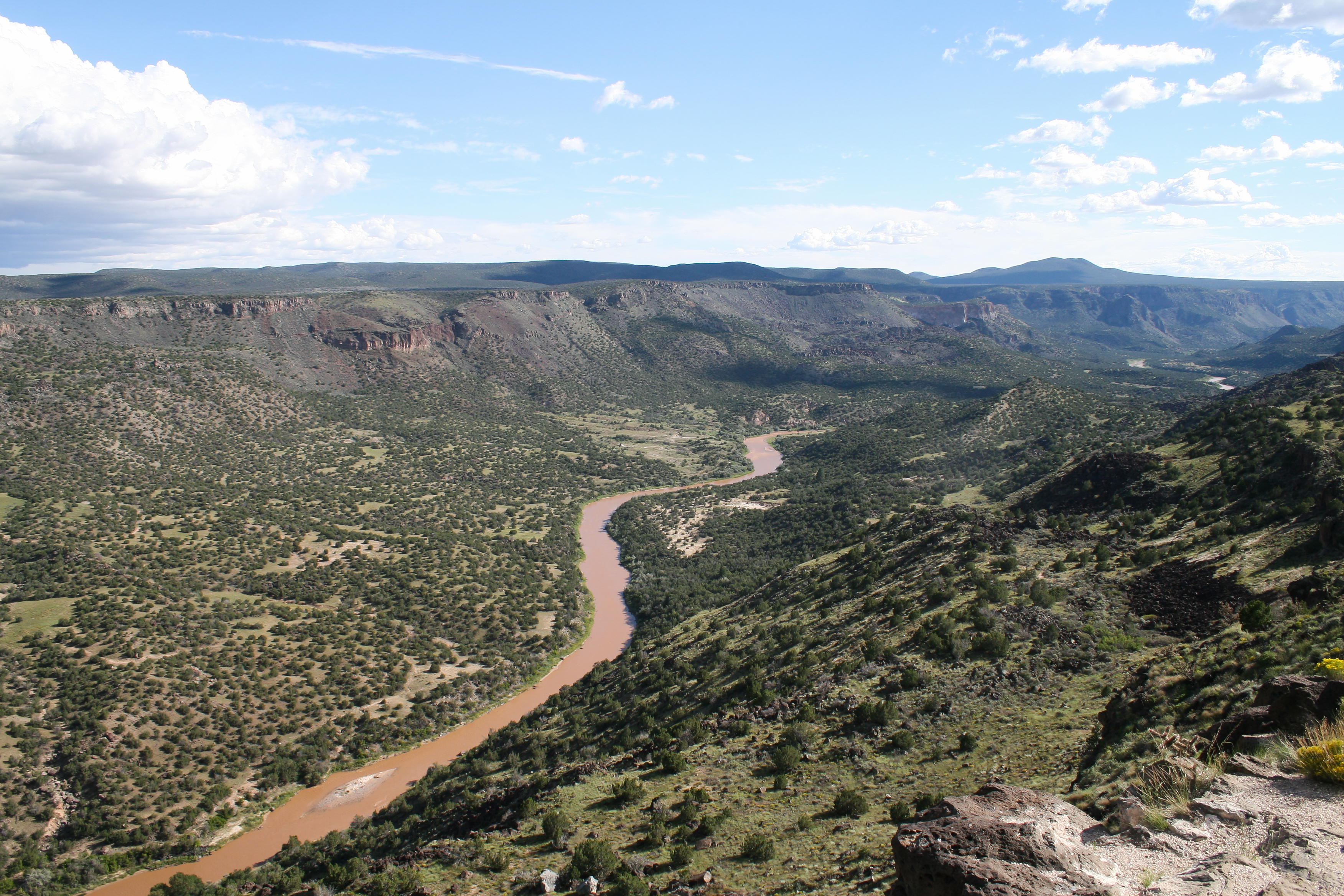
Vista del Rio Grande des de Overlook Park, White Rock, Nou Mèxic

Els Estats Units i Mèxic comparteixen l'aigua del riu en virtut d'una sèrie d'acords administrats per la International Boundary and Water Commission (IBWC), EUA-Mèxic. El més notable d'aquests tractats es va signar el 1906 i el 1944. L'IBWC remunta les seves arrels institucionals al 1889, quan es va establir el Comitè de Límits Internacionals per mantenir la frontera. L'IBWC avui també distribueix les aigües fluvials entre les dues nacions i preveu el control d'inundacions i el sanejament de l'aigua.
L'ús d'aquesta aigua pertanyent als Estats Units està regulat pel Rio Grande Compact, un pacte interestatal entre Colorado, Nou Mèxic i Texas.

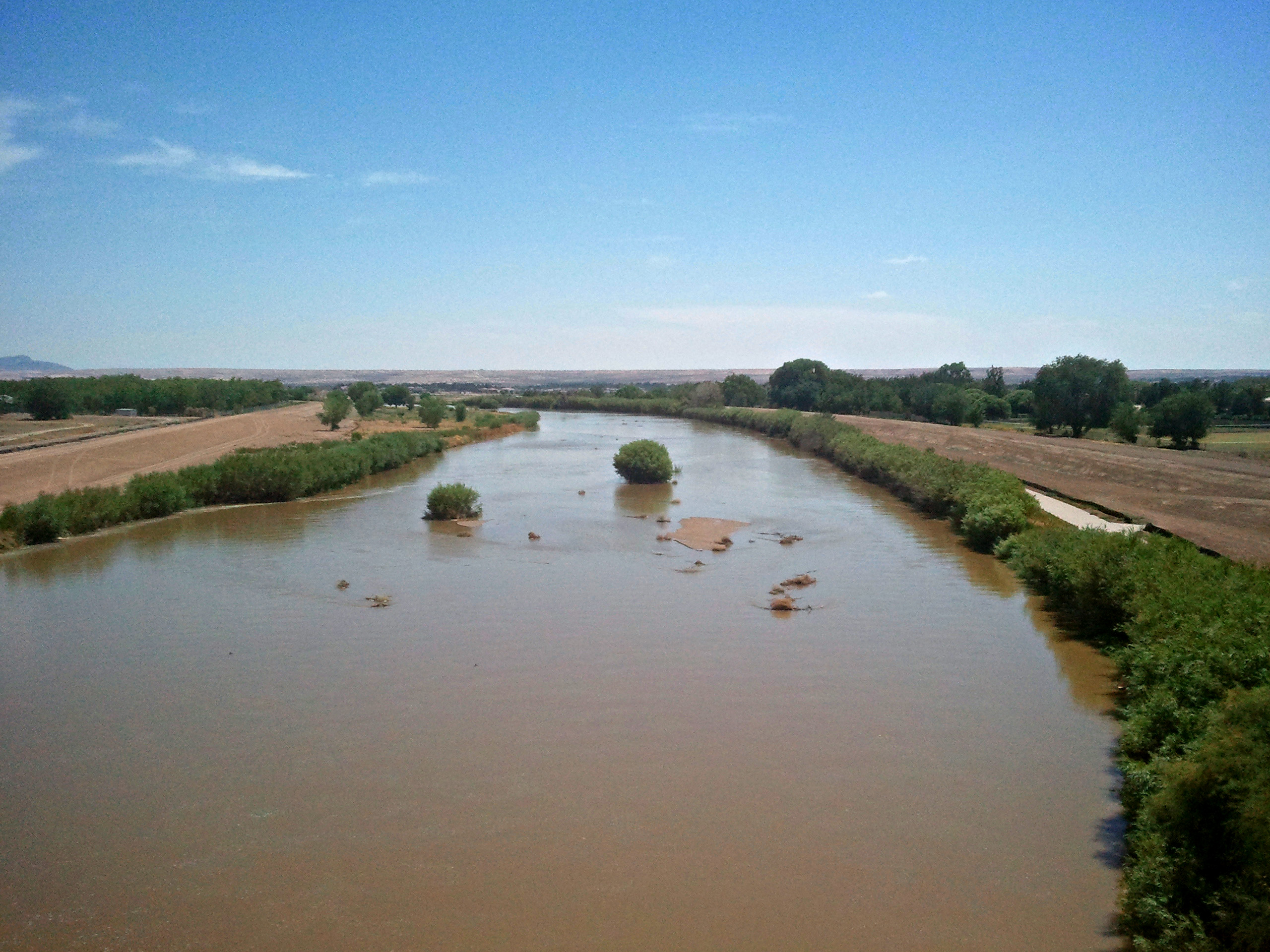
Rio Grande a l'oest d'El Paso, prop de la línia de l'estat de Nou Mèxic

Les preses del Rio Grande inclouen la presa de Rio Grande, la presa Cochiti, la presa Elephant Butte, la presa Caballo, la presa Amistad, la presa Falcon, la presa Anzalduas i la presa Retamal. Al sud de Nou Mèxic i a la part superior del segment fronterer de Texas, el cabal del riu disminueix. Els desviaments, principalment per al reg agrícola, han augmentat la disminució natural del cabal de manera que quan el riu arriba a Presidio, queda poca o cap aigua. A sota de Presidio, el Rio Conchos restableix el flux d'aigua. Prop de Presidio, el cabal del riu és sovint nul. La seva descàrrega mitjana és de 5 m³/s, una baixada de 27 m³/s a la presa d'Elephant Butte. Complementat per altres afluents, el cabal del Rio Grande augmenta fins a la seva mitjana anual màxima de 99 m³/s a prop de Rio Grande City. Les grans derivacions per al reg per sota de la ciutat de Rio Grande redueixen el cabal mitjà del riu a 25 m³/s a Brownsville i Matamoros.

## Canvi climàtic
Durant gran part del temps des que es van introduir els drets d'aigua a la dècada de 1890, el Rio Grande va fluir per Las Cruces de febrer a octubre de cada any, però això està subjecte al canvi climàtic. El 2020, el riu només va fluir de març a setembre. A partir de gener de 2021, el districte de regadiu d'Elephant Butte (Ebid) esperava que l'escassetat d'aigua significaria que el riu només flueixi per Las Cruces de juny a juliol. L'escassetat d'aigua està afectant l'ecosistema local i posant en perill espècies com els cotoners i el mosquer dels salzes.

## Encreuaments
Els principals passos fronterers internacionals al llarg del riu són a Ciudad Juárez i El Paso; Presidio i Ojinaga; Laredo i Nuevo Laredo; McAllen i Reynosa; i Brownsville i Matamoros. Altres ciutats frontereres destacades són les combinacions Texas/Coahuila de Del Rio; Ciudad Acuña i Eagle Pass; Piedras Negras.

## Noms i pronunciació

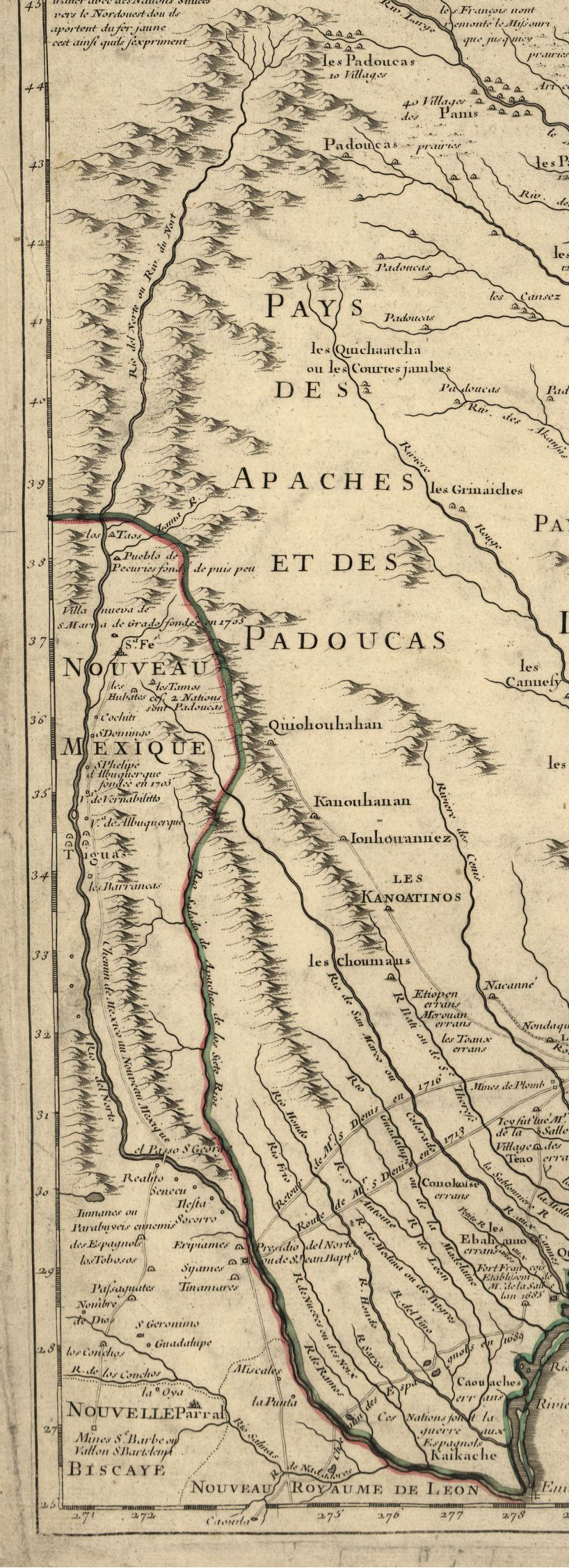
El Riu Gran (Riu del Nord) tal com va cartografiar el 1718 Guillaume de L'Isle

A Mèxic es coneix com a Río Bravo o Río Bravo del Norte, bravo que significa (entre altres coses) «furiós» o «agitat».
Històricament, els pobles Pueblo i Navaho també tenien noms per al Rio Grande/Rio Bravo:
- mets'ichi chena, Keresan, «Riu gran»

- posoge, Tewa, «Riu gran»

- paslápaane, Tiwa, «Riu gran»

- hañapakwa, Towa, «Les grans aigües»

Els quatre noms de Pueblo probablement van ser anteriors diversos segles a l’entrada espanyola.
- Tó Baʼáadi, Navaho, «Riu femení» (la direcció sud és femenina en la cosmologia navaho)[37]

 Rio del Norte va ser més utilitzat per a l'alt Rio Grande (aproximadament, dins de les actuals fronteres de Nou Mèxic) des del temps de la Colonització espanyola d'Amèrica fins al final del període mexicà a mitjan segle xix. Aquest ús va ser documentat per primera vegada pels espanyols el 1582. Els primers colons nord-americans al sud de Texas van començar a utilitzar el nom modern «anglès» Rio Grande. A finals del segle xix, als Estats Units, el nom Rio Grande s'havia convertit en estàndard en aplicar-se a tot el riu, des de Colorado fins al mar.
Cap al 1602, Río Bravo s'havia convertit en el nom espanyol estàndard del riu baix, per sota de la seva confluència amb el riu Conchos.